# Gregory Olsen
Gregory Hammond Olsen (* 20. April 1945 in Brooklyn, New York City) ist ein US-amerikanischer Unternehmer. Bekannt geworden ist er als dritter Weltraumtourist auf der Internationalen Raumstation. Vor ihm waren 2001 der US-Amerikaner Dennis Tito und ein Jahr später der Südafrikaner Mark Shuttleworth ins All gereist.
Olsen besuchte zunächst die Fairleigh Dickinson University in New Jersey und belegte die Fächer Physik und Elektrotechnik. Nachdem er 1966 einen Bachelor erworben hatte, konzentrierte er sich völlig auf die Physik und erhielt zwei Jahre später einen Master. Nach dem Abschluss des Physikstudiums promovierte er 1971 an der University of Virginia im Bereich Materialwissenschaften.
Danach ging Olsen nach Südafrika und unterrichtete an der University of Port Elizabeth für ein Jahr Physik. 1972 kehrte er in die Vereinigten Staaten zurück und gehörte die folgenden elf Jahre dem wissenschaftlichen Stab der RCA Laboratories in New Jersey an. Dort forschte er hauptsächlich an Lichtdetektoren und Laserdioden. Zusammen mit Wladimir Ban, dem Leiter der RCA Laboratories, machte sich Olsen 1984 selbständig und gründete die Firma EPITAXX. Nur sechs Jahre später verkauften sie das Unternehmen zur Herstellung von Glasfaserkabeln für zwölf Millionen US-Dollar.
Olsen, der ein Dutzend Patente hält, rief 1991 mit Dr. Marshall J. Cohen Sensors Unlimited ins Leben. Er war Vorstandsvorsitzender der Firma in Princeton (New Jersey) für Infrarotkameras. Im Jahr 2000 wurde Sensors Unlimited für 600 Millionen US-Dollar an die Finisar Corporation verkauft. Olsen und Cohen standen aber trotzdem der Gesellschaft vor. Erst im April 2004 gab Olsen, der sich in Russland gerade auf seinen Raumflug vorbereitete, die Präsidentschaft und den Vorstandsvorsitz an Cohen ab.
Olsen flog mit der ISS-Expedition 12 an Bord von Sojus TMA-7 am 1. Oktober 2005 zur Raumstation und kehrte am 11. Oktober mit Sojus TMA-6 und der ausgetauschten ISS-Expedition 11 zur Erde zurück. Er verbrachte insgesamt neun Tage und 21 Stunden im Weltraum und führte an Bord der ISS astronomische und Fernerkundungsexperimente durch. Für seine Reise zahlte er rund 20 Millionen Dollar (16,6 Millionen Euro).
Im Mai 2006 spendete Gregory Olsen, der geschieden ist und zwei Kinder hat, der Fairleigh Dickinson University einen Betrag von fünf Millionen US-Dollar. 